# Парагвај на Светском првенству у атлетици на отвореном 2011.
Парагвај је учествовао на 13. Светском првенству у атлетици на отвореном 2011. одржаном у Тегу од 27-4. септембра. Репрезентацију Парагваја представљао је један такмичар, који се такмичио у трци на 400 метара. , 
На овом првенству Парагвај није освојио ниједну медаљу. Није било нових рекорда.

## Учесници
Мушкарци :
- Аугусто Стенли — 400 м

## Резултати

### Мушкарци
| Атлетичар      | Дисциплина | Лични рекорд | Квалификације | Квалификације | Група    | Група      | Полуфинале           | Полуфинале           | Финале               | Финале       | Детаљи |
| Атлетичар      | Дисциплина | Лични рекорд | Резултат      | Место         | Резултат | Место      | Резултат             | Место                | Резултат             | Место        | Детаљи |
| -------------- | ---------- | ------------ | ------------- | ------------- | -------- | ---------- | -------------------- | -------------------- | -------------------- | ------------ | ------ |
| Аугусто Стенли | 400 м      | 47,00 НР     |               |               | 47,31    | 6. у гр. 4 | Није се квалификовао | Није се квалификовао | Није се квалификовао | 29 / 36 (39) |        |

Легенда: НР = национални рекорд, ЛР= лични рекорд, РС = Рекорд сезоне (најбољи резултат у сезони до почетка првества), КВ = квалификован (испунио норму), кв = квалификован (према резултату)